# OEZ
OEZ s.r.o. je česká elektrotechnická firma sídlící v Letohradě. OEZ je zkratkou z původního názvu Orlické elektrotechnické závody. Firma OEZ je jedním z největších výrobců jističů, pojistek a jiného elektroinstalačního zařízení v Česku.

## Historie

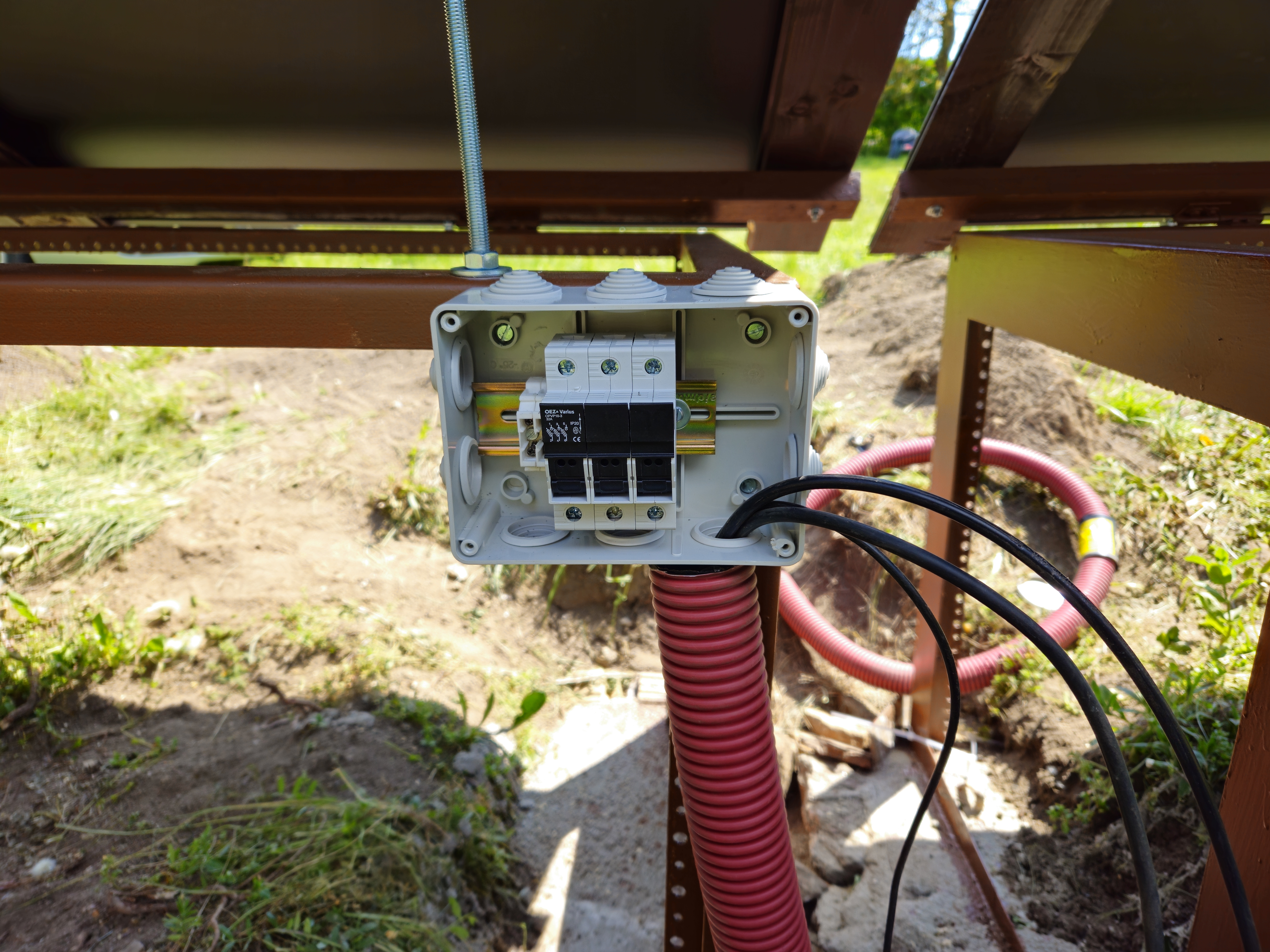
Pojistkový odpínač vyráběný firmou OEZ. Osazený na DIN liště.

Byla založena roku 1941 v Kyšperku (roku 1950 přejmenován na Letohrad). Od roku 1952 se v názvu firmy poprvé objevují tři písmena OEZ – Orlické elektrotechnické závody.
- 1993 – Zápis do obchodního rejstříku pod názvem Orlické EZ s.r.o.
- 1994 – Přejmenování na OEZ Letohrad s.r.o.
- 1995 – Založena dceřiná společnost OEZ Slovakia, spol. s r.o. pro výhradní prodej výrobků na slovenském trhu
- 1997 – Založena OEZ International a.s., Praha jako výhradní zástupce OEZ Letohrad s.r.o. pro zahraniční obchod
- 2001 – Změna názvu společnosti z OEZ Letohrad s.r.o. na OEZ s.r.o., založení společností OEZ Deutschland GmbH
- 2003 – V Polsku, na Ukrajině a v Rusku založeny dceřiné společnosti OEZ s.r.o.
- 2007 – Podepsání smlouvy se strategickým partnerem – skupinou Siemens
- 2008 – Rozvoj společnosti i jejich výrobních kapacit dokládá výstavba dvou výrobních hal.'
- 2009 – Zahájena výroba v hale Minia, která je se 1400 m2 vlastní výrobní plochy největší halou v OEZ.
- 2010 – Výstavba nové haly (ACB) pro výrobu vzduchových jističů – převedení výroby z Berlína.
- 2010 – Přestavba a rozšíření Zkušebny.
- 2011 – Oslavy 70 let od založení firmy
- 2011 – Zahájení výroby v provozu Králíky
- 2012 – navyšování produkce v Králíkách
- 2012 – vznik nové části zkušebny
- 2013 – přesun výroby ze Žamberka do Králik
- 2013 – dokončení druhé etapy výstavby vývojové zkušebny
- 2014 – zahájení výroby nové generace kompaktních jističů
- 2014 – vybudování nového Siemens návštěvnického centra
- 2018 - Zahájení výroby v Bruntále (výroba pólových kazet a spínacích mechanismů do jističů)
- 2018 - Odstavení a demontáž centrální plynové kotelny a přechod na decentralizované vytápění budov a technologií.
- 2019 - Rekonstrukce hlavní správní budovy (tzv. AB)
- 2020 - Výstavba nového parkoviště pro zaměstnance (projekt počítá s ukládáním dešťové vody do půdy).
- 2020 - Otevření nové vstupní brány pro zaměstnance směrem od Šedivce (od nového parkoviště).
- 2021 - Ukončení provozu v Králíkách a relokace výroby zpět do Letohradu (část výrobních zařízení přesunuta mimo ČR)
- 2024 - Ukončení provozu v Bruntále a přemístění výroby do Letohradu (jedna výrobní linka přesunuta do Rumunska)